# Класифікація злочинів

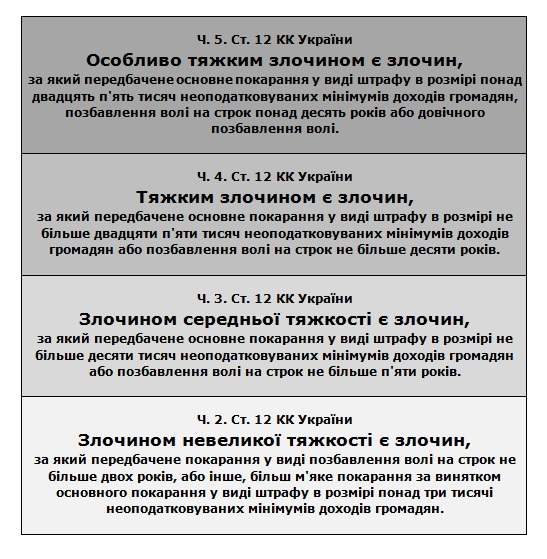
Класифікація злочинів за ст. 12 Кримінального кодексу України (попередня редакція)

Класифікація злочинів — поділ злочинів на певні групи, залежно від визначених у кримінальному законодавстві ознак, які впливають на покарання особи визнаної винною у вчиненні кримінального правопорушення.
Злочини в кримінальному праві підлягають класифікації в залежності від ступеня вини, мети, покарання, яке може бути за нього призначено, стадії скоєння злочину тощо.
Відповідно до ч.1 ст. 11 КК України у поєднанні з ч.1 ст. 12 КК, злочином є суспільно небезпечне винне діяння (дія чи бездіяльність), вчинене суб'єктом злочину, яке не є кримінальним проступком. Отже, з об'єктивної сторони злочин може виражатися у формі дії або у формі бездіяльності. Під дією розуміється активна, свідома та суспільно небезпечна поведінка, а під бездіяльністю — невчинення винною особою певних дій, які вона мала вчинити за даних обставин. Як правило, особа, яка вчинила злочин, який потягнув суспільно небезпечні наслідки в результаті бездіяльності карається менше, ніж особа, яка активно діяла (порівняйте ст. 115 та ч.3 ст. 135).

## Класифікація злочинів
Відповідно до ст. 12 КК України, головним критерієм у класифікації злочинів є ступень тяжкості. Залежно від ступеня тяжкості злочини поділяються на нетяжкі, тяжкі та особливо тяжкі.
- Нетяжким є злочин, за який максимальний термін покарання — не більше 5 років позбавлення волі або не більше десяти тисяч неоподатковуваних мінімумів доходів громадян (170 000 ₴) штрафу.
- Тяжким є злочин, за який передбачене покарання у виді позбавлення волі на строк не більше 10 років, а також у виді штрафу у розмірі не більше двадцяти п'яти тисяч неоподатковуваних мінімумів доходів громадян (425 000 ₴).
- Особливо тяжким є злочин, за який максимальне покарання — позбавлення волі на строк понад 10 років, або довічне позбавлення волі, або штраф у розмірі понад двадцять п'ять тисяч неоподатковуваних мінімумів доходів громадян (понад 425 000 ₴).[2][3]

Кримінальне правопорушення, за яке передбачено штраф не більше трьох тисяч неоподатковуваних мінімумів доходів громадян (51 000 ₴), або покарання, м'якіше за позбавлення волі, не є злочином і належить до кримінальних проступків.

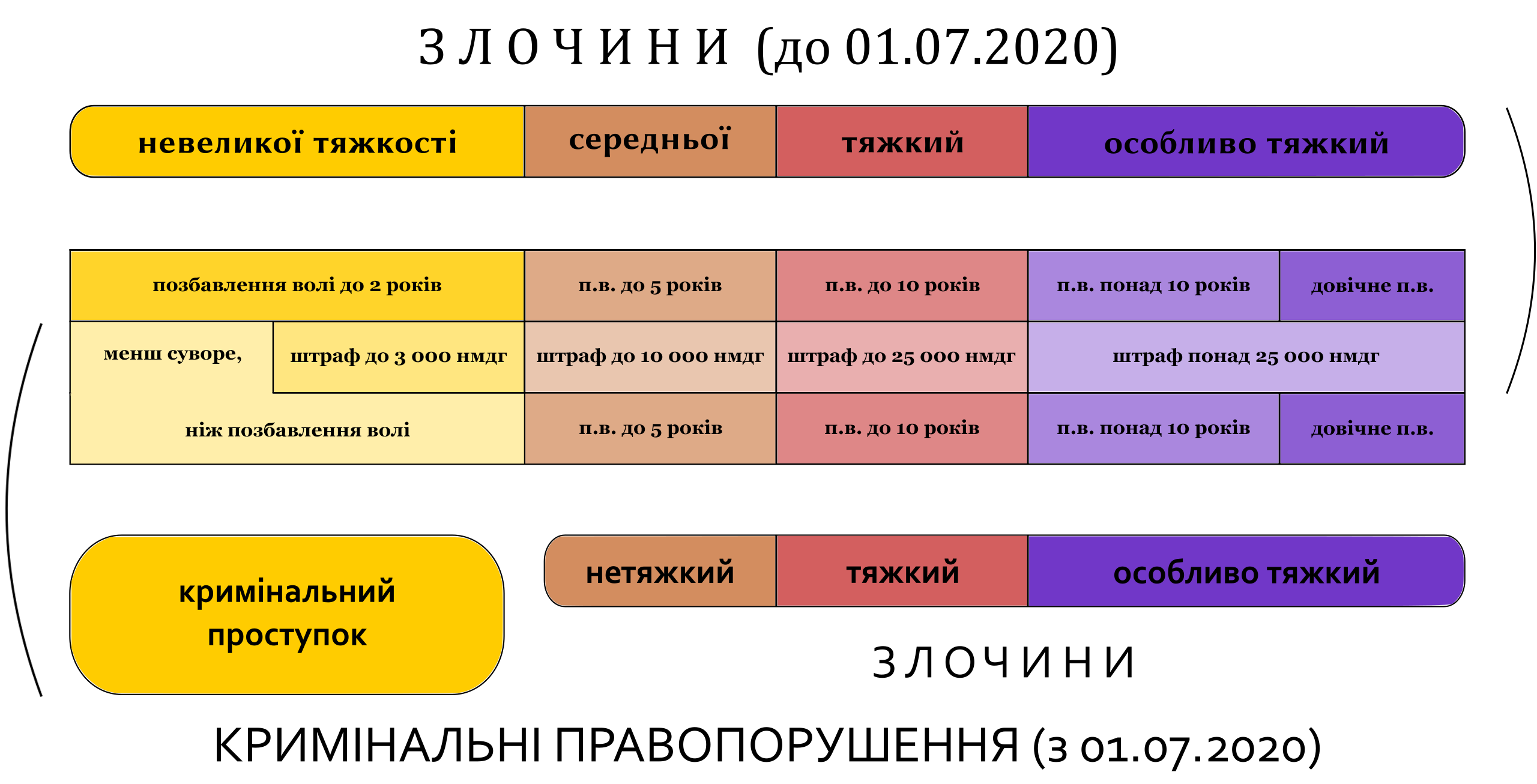
Порівняння класифікацій злочинів за тяжкістю до та після 2020 р.